# Are You Gonna Go My Way
Are You Gonna Go My Way – trzeci studyjny album amerykańskiego rockowego wokalisty i gitarzysty Lenny’ego Kravitza, wydany w 1993 roku. W USA płyta zyskała status podwójnie platynowej.

## Lista utworów
1. „Are You Gonna Go My Way” (Kravitz, Craig Ross) – 3:31
2. „Believe” (Kravitz, Hirsch) – 4:50
3. „Come On and Love Me” (Kravitz) – 3:52
4. „Heaven Help” (Gerry DeVeaux, Terry Britten) – 3:10
5. „Just Be a Woman” (Kravitz) – 3:50
6. „Is There Any Love in Your Heart?” (Kravitz, Ross) – 3:39
7. „Black Girl” (Kravitz) – 3:42
8. „My Love” (Kravitz, Ross) – 3:50
9. „Sugar” (Kravitz) – 4:00
10. „Sister” (Kravitz) – 7:02
11. „Eleutheria” (Kravitz) – 4:48